# Plecoptera juba
Plecoptera juba là một loài bướm đêm trong họ Erebidae.